# Campeonato Femenino de Fútbol de Asia Oriental de 2013
El Campeonato Femenino de Fútbol de Asia Oriental 2013 fue la cuarta edición de ese torneo. Se desarrolló en Corea del Sur entre el 20 y el 27 de julio.

## Ronda preliminar

### Sedes
| Ciudad | Estadio           | Capacidad |
| ------ | ----------------- | --------- |
| Yona   | Leo Palace Resort |           |

### Clasificación
| Selección                | PJ | PG | PE | PP | GF | GC | Dif. | Pts |
| ------------------------ | -- | -- | -- | -- | -- | -- | ---- | --- |
| Hong Kong                | 2  | 2  | 0  | 0  | 15 | 3  | +12  | 6   |
| Guam                     | 2  | 1  | 0  | 1  | 9  | 4  | +5   | 3   |
| Islas Marianas del Norte | 2  | 0  | 0  | 2  | 0  | 17 | −17  | 0   |

### Resultados
| Fecha               | Lugar |                          |                                     | Resultado |                      |           |
| ------------------- | ----- | ------------------------ | ----------------------------------- | --------- | -------------------- | --------- |
| 17 de julio de 2012 | Yona  | Islas Marianas del Norte | Bandera de Islas Marianas del Norte | 0:6       | Bandera de Guam      | Guam      |
| 19 de julio de 2012 | Yona  | Islas Marianas del Norte | Bandera de Islas Marianas del Norte | 0:11      | Bandera de Hong Kong | Hong Kong |
| 21 de julio de 2012 | Yona  | Guam                     | Bandera de Guam                     | 3:4       | Bandera de Hong Kong | Hong Kong |

## Segunda Ronda

### Sedes
| Ciudad   | Estadio          | Capacidad |
| -------- | ---------------- | --------- |
| Shenzhen | Estadio Shenzhen | 32.500    |

### Clasificación
| Selección    | PJ | PG | PE | PP | GF | GC | Dif. | Pts |
| ------------ | -- | -- | -- | -- | -- | -- | ---- | --- |
| China        | 3  | 3  | 0  | 0  | 10 | 1  | +9   | 9   |
| Australia    | 3  | 2  | 0  | 1  | 12 | 2  | +10  | 6   |
| China Taipéi | 3  | 1  | 0  | 2  | 2  | 10 | −8   | 3   |
| Hong Kong    | 3  | 0  | 0  | 3  | 1  | 12 | −11  | 0   |

### Resultados
| Fecha                   | Lugar    |              |                                       | Resultado |                                       |              |
| ----------------------- | -------- | ------------ | ------------------------------------- | --------- | ------------------------------------- | ------------ |
| 20 de noviembre de 2012 | Shenzhen | Australia    | Bandera de Australia                  | 7:0       | Bandera de China Taipéi               | China Taipéi |
| 20 de noviembre de 2012 | Shenzhen | China        | Bandera de la República Popular China | 6:0       | Bandera de Hong Kong                  | Hong Kong    |
| 22 de noviembre de 2012 | Shenzhen | Australia    | Bandera de Australia                  | 4:0       | Bandera de Hong Kong                  | Hong Kong    |
| 22 de noviembre de 2012 | Shenzhen | China Taipéi | Bandera de China Taipéi               | 0:2       | Bandera de la República Popular China | China        |
| 24 de noviembre de 2012 | Shenzhen | China        | Bandera de la República Popular China | 2:1       | Bandera de Australia                  | Australia    |
| 24 de noviembre de 2012 | Shenzhen | China Taipéi | Bandera de China Taipéi               | 2:1       | Bandera de Hong Kong                  | Hong Kong    |

## Ronda final

### Sede
| Ciudad   | Estadio                     | Capacidad |
| -------- | --------------------------- | --------- |
| Seúl     | Estadio Mundialista de Seúl | 66.704    |
| Hwaseong | Hwaseong Stadium            | 35.270    |
| Seúl     | Estadio Olímpico de Seúl    | 69.950    |

### Clasificación
La Ronda final del Campeonato Femenino de Fútbol del Este de Asia se llevó a cabo entre el 20 y 27 de julio de 2013 en  Hwaseong Y Seúl (Corea del Sur). En esta ronda clasificaron las mejores selecciones del este de Asia que son Corea del Sur, Corea del Norte y Japón. El último lugar para la ronda final de la copa fue para China, tras ganar la segunda ronda.
| Selección       | PJ | PG | PE | PP | GF | GC | Dif. | Pts |
| --------------- | -- | -- | -- | -- | -- | -- | ---- | --- |
| Corea del Norte | 3  | 2  | 1  | 0  | 3  | 1  | +2   | 7   |
| Japón           | 3  | 1  | 1  | 1  | 3  | 2  | +1   | 4   |
| Corea del Sur   | 3  | 1  | 0  | 2  | 4  | 5  | −1   | 3   |
| China           | 3  | 1  | 0  | 2  | 2  | 4  | −2   | 3   |

#### Resultados
| Fecha               | Lugar    |                 |                            | Resultado |                                       |                 |
| ------------------- | -------- | --------------- | -------------------------- | --------- | ------------------------------------- | --------------- |
| 20 de julio de 2013 | Seúl     | Japón           | Bandera de Japón           | 2:0       | Bandera de la República Popular China | China           |
| 21 de julio de 2013 | Seúl     | Corea del Sur   | Bandera de Corea del Sur   | 1:2       | Bandera de Corea del Norte            | Corea del Norte |
| 24 de julio de 2013 | Hwaseong | Corea del Sur   | Bandera de Corea del Sur   | 1:2       | Bandera de la República Popular China | China           |
| 25 de julio de 2013 | Hwaseong | Japón           | Bandera de Japón           | 0:0       | Bandera de Corea del Norte            | Corea del Norte |
| 27 de julio de 2013 | Seúl     | Corea del Norte | Bandera de Corea del Norte | 1:0       | Bandera de la República Popular China | China           |
| 27 de julio de 2013 | Seúl     | Corea del Sur   | Bandera de Corea del Sur   | 2:1       | Bandera de Japón                      | Japón           |

### Campeón
| Bandera de Corea del Norte |
| Campeón                    |
| Corea del Norte            |
| 1º Título                  |